# Stig Persson
Stig Malte „Buckla” Persson (ur. 28 listopada 1934 wKlippan, zm. 1 lipca 1968 w Nybro) – szwedzki zapaśnik walczący w stylu klasycznym. Olimpijczyk z Tokio 1964, gdzie zajął dziewiąte miejsce w kategorii 87 kg.
Piąty na mistrzostwach świata w 1962. Brązowy medalista mistrzostw Europy w 1966. Mistrz nordycki w 1965 roku.